# Eshott
 (février 2024).
Eshott est un village du Northumberland, en Angleterre.